# Life Is Music
Albums de The Ritchie Family
Arabian Nights... African Queens
Enregistré à la fin de l'année 76, Life is music, le troisième album du groupe The Ritchie Family, sort au début de l'année 1977.

## Autour de l'album
Sur les 6 chansons qu'il compte, seul le titre Life is music, couplé à Lady Luck, sera commercialisé en single. L'album n'atteindra pas les scores des précédents et ne parviendra à se classer qu'à la 100e place du Billboard américain et sera le dernier sur lequel Ritchie Rome partagera la production, qu'il abandonnera à Jacques Morali.
Un maxi-vinyle avec des versions longues sera commercialisé par TK. Records afin de promouvoir le single dans les discothèques.
Cependant, même si les ventes aux États-Unis restent décevantes, l'album se vendra très bien en Europe et permettra au groupe d'y installer définitivement sa popularité.

## Life is Music

### Face A
- Life is music (4 min 41 s)
- Lady Luck (3 min 57 s)
- Long distance romance (6 min 41 s)

### Face B
- Liberty (5 min 35 s)
- Super Lover (5 min 45 s)
- Disco Blues (5 min 42 s)

## Singles et Maxi Singles
- Life is music (3 min 44 s) / Lady Luck (3 min 57 s) - Polydor records Royaume-Uni 7"
- Life is music (4 min 41 s) / Lady Luck (7 min 35 s) - TK records États-Unis 12" promotionnel